# Ailuroedus
Ailuroedus là một chi chim trong họ Ptilonorhynchidae.

## Hình ảnh

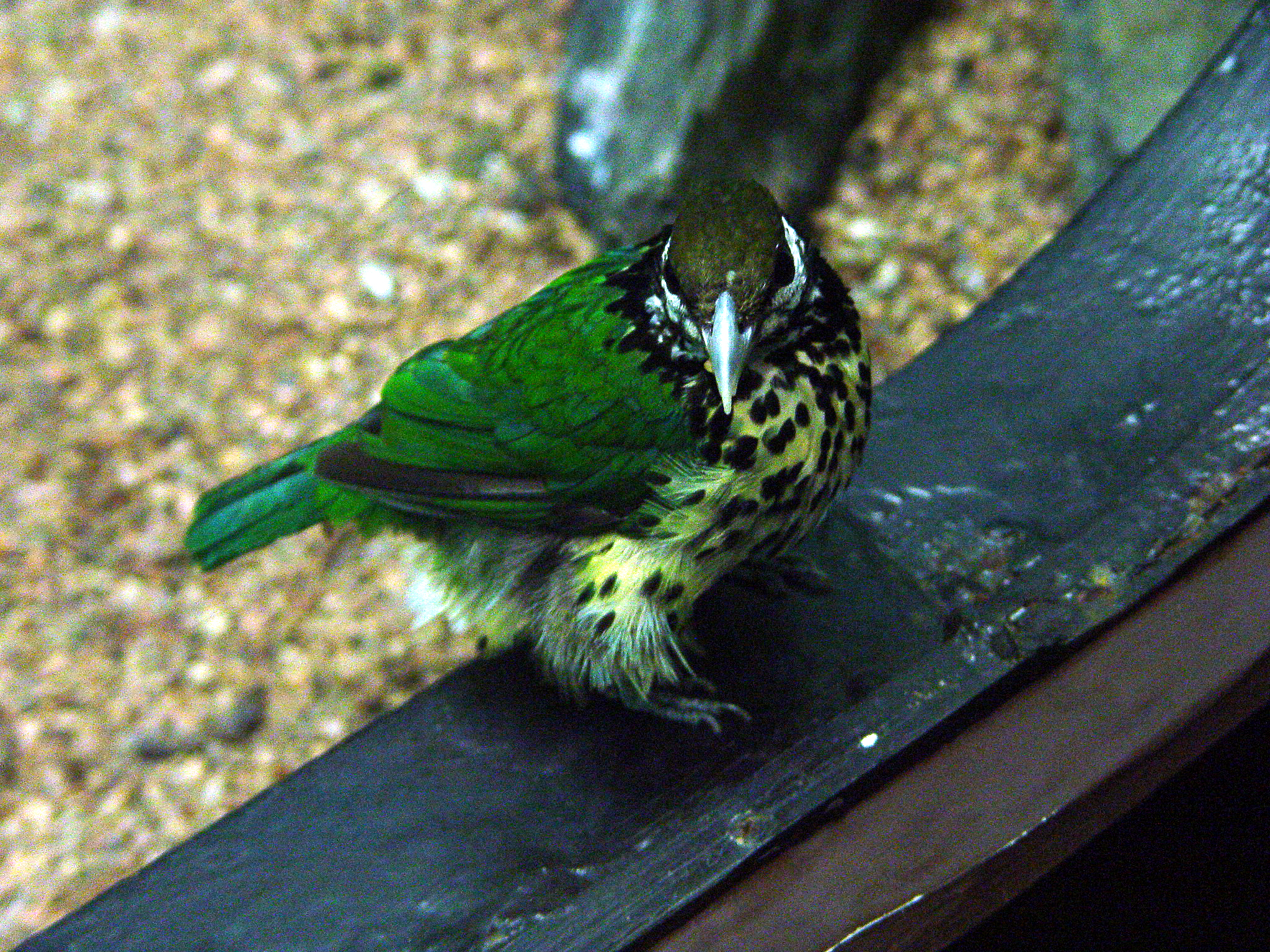
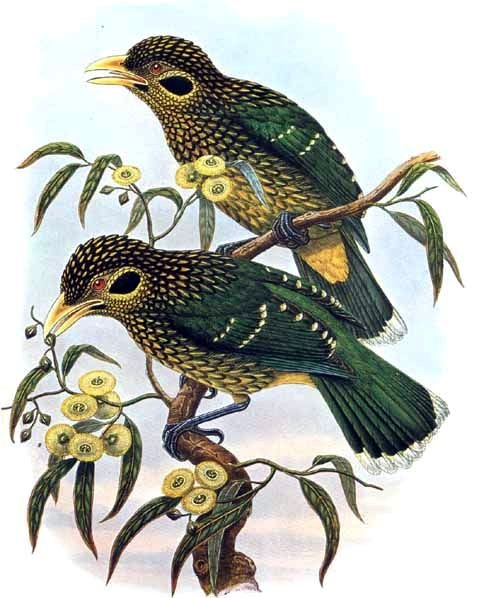